# Castelnuovo Magra
Castelnuovo Magra là một đô thị ở tỉnh La Spezia trong vùng Liguria của Ý, có cự ly khoảng 90 km về phía đông nam của Genoa và khoảng 15 km về phía đông của La Spezia. Tại thời điểm ngày 31 tháng 12 năm 2004, đô thị này có dân số 7.948 người và diện tích là 14,9 km².
Đô thị Castelnuovo Magra có các frazioni (các đơn vị dân cư cấp dưới, chủ yếu là các làng) Colombiera, Molicciara, Palvotrisia, và Vallecchia.
Castelnuovo Magra giáp các đô thị sau: Fosdinovo, Ortonovo, Sarzana.